# František Brikcius
František Brikcius je češki violončelist. 

## Obrazovanje
Rođen je u Pragu, u multikulturalnoj obitelji. Već se od ranog djetinjstva zanimao za glazbu, pa je već kao osnovnoškolac započeo svirati violončelo. Nakon osnovne glazbene škole, glazbeno obrazovanje je nastavio na Praškom konzervatoriju, u klasi profesora Jaroslava Kulhana. Kao student JAMU-a (Janáčkova akademie múzických umění v Brně) u Brnu, usavršavao je svoje glazbene vještine pod vodstvom mentora Bedřicha Havlíka. Nakon studija u Češkoj, pohađao je i glazbenu akademiju Toho Gakuen u Tokiju, u Japanu. Unatoč dvama završenim studijima, pohađa i dodatne sate usavršavanja kod britanske profesorice violončela Anne Shuttleworth. Osim kod nje, usavršavao se na seminarima u Francuskoj, Izraelu i Austriji.

## Nagrade i postignuća
- 1999. - pobjednik češko-britanskog natjecanja u Londonu.
- 2000. - drugo mjesto na Međunarodnom natjecanju violončelista u Londonu.
- 2003. - drugo mjesto na Međunarodnom natjecanju violončelista u Jihlavi.

## Vanjske poveznice
- (češ.) (engl.) (njem.) (šp.) (fr.) (rus.) Radio Prag:Intervju s Františekom Brikciusom, prilikom koncerta "Sedam svijeća" u spomen na češke glazbenike poginule u holokaustu
- (engl.) Frank Kuznik, Touring for Terezín[neaktivna poveznica], The Prague Post, 18. travnja 2007.